# مسلم بن زياد
مسلم بن زياد بن أبيه الأموي القرشي قائد أموي ولي ولاية خراسان عام 54 هـ من قبل أخيه عبيدالله بن زياد، وقد فتح سرخس وخوجندة التابعة للأتراك. وفي عام 64 هـ حين حدثت الفتنة بين الأمويين والخلافة الزبيرية؛ وقف مسلم مع بني أمية لكن عبد الله بن خازم السلمي قتله.

## نسبه
قيل أنه مسلم بن زياد بن أبو سفيان بن حرب بن أمية بن عبد شمس بن عبد مناف بن قصي بن كلاب بن مرة .

## نشأته
نشأ في مكة عام 35 للهجرة وتفقه على يد عبد الله بن عمر بن الخطاب وعبد الله بن العباس وغيرهم ...

## مقتله
قتل في خراسان عام 64 هـ
حينما كان يصلي الفجر أرسل عبدالله بن خازم قائده بشير بن المنذر الجذامي وقتل بشير مسلم ورفع راية آل الزبير وهي : الله أكبر اللهم صلي على محمد .
| سبقه عبد الرحمن بن زياد | ولاة خراسان | تبعه سلم بن زياد |